# Dendronotus albus
Dendronotus albus is een slakkensoort uit de familie van de Dendronotidae. De wetenschappelijke naam van de soort is voor het eerst geldig gepubliceerd in 1966 door MacFarland.